# Jean Colombiès
Pas d'image ? Cliquez ici

a Compétitions nationales et continentales officielles uniquement.

b Matchs officiels uniquement.
Jean Colombiès, né le 6 décembre 1942 à Rieux-Minervois, est un joueur de rugby à XIII évoluant au poste de Demi d'ouverture ou d'arrière dans les années 1960 et 1970.
Il joue au cours de sa carrière pour l' AS Carcassonne, le XIII Limouxin et Saint-Jacques. Avec le premier, il remporte le Championnat de France en 1966 et 1967 ainsi que le titre de la Coupe de France en 1967 et 1968.
Fort de ses performances en club, il est sélectionné en équipe de France et compte une seule et unique sélection le 22 janvier 1967 contre la Grande-Bretagne.

## Palmarès
- Collectif :
  - Vainqueur du Championnat de France : 1966 et 1967 (Carcassonne).
  - Vainqueur de la Coupe de France : 1967 et 1968 (Carcassonne).
  - Finaliste du Championnat de France : 1968 (Carcassonne).

### Détails en sélection de rugby à XIII
| 1. | 22 janvier 1967 | Grande-Bretagne | 13-16 | Test-match | Demi d'ouverture | - | - | - | - |